# Димитрије Стојаковић
Деме Стојаи (мађ. Döme Sztójay; Вршац, 5. јануар 1883 — Будимпешта, 22. август 1946) био је војник и дипломата који је током Другог светског рата био председник владе и министар спољних послова у Мађарској од 23. марта 1944. до 24. августа 1944.
Деме Стојаи је рођен у Вршцу као Димитрије Стојаковић, који је у то време припадао Аустроугарској. По рођењу је био Србин. Променио је своје име у мађаризовану верзију 1927. године.

## Каријера

### Почетак каријере
Као младић је ступио у Аустроугарску војску и током учешћа у Првом светском рату напредовао до чина пуковника. После распада Аустроугарске у Првом светском рату придружио се контрареволуционарној армији Миклоша Хортија. Када је Хорти проглашен за мађарског регента, поставио је Стојаиа за војног аташеа у Берлину. На овој позицији се Стојаи налазио од 1925. до 1933. године. Од 1933. до 1935. године радио је у мађарском министарству одбране. Председник мађарске владе, Ђула Ђомбош, именовао је Стојаиа за мађарског амбасадора у Немачкој. На овој позицији Стојаи се налазио све до 1944. године. Више пута се састајао са Адолфом Хитлером, између осталог и 28. марта 1941, дан после пуча у Београду. Том приликом Хитлер му је рекао да планира да нападне Југославију и предлажући Мађарској да учествује у војној инвазији на Југославију навео да Мађарска, као и остале државе учеснице у планираном нападу, може да очекује остварење својих територијалних интереса. и да заузме онолико територије Баната колико жели. Стојаи се на самом почетку Другог светског рата залагао за што неутралнију улогу Мађарске предочавајући да је то и жеља Немачке. Касније, пре немачког почетка напада на Совјетски Савез, који је био предвидео крајем маја 1941, Стојаи је променио свој став и са своје позиције у Берлину предлагао је да Мађарска активније сарађује са Немачком како би се избегло да Румунија буде награђена за своју сарадњу територијама за које је заинтересована Мађарска.

### Председник марионетске владе окупиране Мађарске
После немачке окупације Мађарске, Хорти је, под притиском немачког амбасадора Едмунда Фезенмајера, предложио Стојаиа за председника владе. Немци су том приликом имали у виду пронемачке и профашистичке ставове Стојаиа. Деме Стојаи је 23. марта 1944. године постављен за министра спољних послова и за председника колаборационистичке марионетске владе Краљевине Мађарске. На кључна места у својој влади поставио је истакнуте чланове мађарске фашистичке организације Стреласти крст. Пре његовог именовања за председника Јевреји настањени у Мађарској су били дискриминисани и економски и политички, али нису били депортовани у концентрационе логоре. Стојаи је за време свог мандата помагао немачким окупаторима да почну депортовање мађарских Јевреја у концентрационе логоре, или за потребе робовске радне снаге, као и да повећају број мобилисаних мађарских војника у борби на страни Трећег рајха.

### Крај каријере
Порази немачке војске, протести међународне заједнице и прикључење Румуније савезничким снагама подстакли су Хортија да распусти владу Стојаиа и постави нову владу на челу са генералом Гезом Лакатошом (мађ. Géza Lakatos). Кад су Немци свргнули Хортија, Стојаи није поново постављен на дужност председника владе, а пошто је Црвена армија почела да потискује немачку војску из Мађарске у априлу 1945, Стојаи је побегао из Мађарске. Војска САД га је заробила и изручила Мађарској. У Будимпешти му је суђено за учешће у извршењу ратних злочина. Осуђен је на смрт и стрељан 22. августа 1946. у Будимпешти.